# مارتین لویز پرل
مارتین لوئیس پرل (انگلیسی: Martin Lewis Perl; متولد ۲۴ ژوئن ۱۹۲۷ در نیویورک - درگذشته ۳۰ سپتامبر ۲۰۱۴) فیزیک‌دان آمریکایی بود که در سال ۱۹۹۵ جایزه نوبل فیزیک را برای کشف ذرات زیر اتمی تاو یا لپتون تاو دریافت نمود.
والدین او مهاجران یهودی روسی به آمریکا بودند.